# Wormenmest
Wormenmest is de ontlasting van regenwormen, en bestaat uit de onverteerde resten van afgestorven plantaardig materiaal dat de wormen tot voedsel dient. Regenwormen maken tijdens hun verplaatsingen (bioturbatie) de grond losser, en hun ontlasting zorgt voor een hogere bodemvruchtbaarheid. Deze wormen-mest verschijnt bijvoorbeeld in de vorm van kleine, gedraaide hoopjes die zich vaak tussen de tegels of in het gazon bevinden. In een wormenbak kunnen wormen van de soort Eisenia fetida gehouden worden. Ze produceren mest en compost als ze met keukenafval gevoerd worden.